# Hadronyche valida
Hadronyche valida is een spinnensoort uit de familie Atracidae. De soort komt voor in Queensland en New South Wales.